# Gary Kildall
Gary, Arlen Kildall (/ˈkɪldˌɔːl/; 19 tháng 5 năm 1942 – 11 tháng 7 năm 1994) là một nhà khoa học máy tính và doanh nhân người Mỹ. Ông đã tạo ra hệ điều hành CP/M và sáng lập công ty Digital Research, Inc.  (DRI). Kildall là một trong những người đầu tiên nhận thấy bộ vi xử lý như máy tính toàn năng chứ không chỉ là thiết bị điều khiển thiết bị và đã thành lập công ty liên quan khái niệm này.
Ông cũng từng là chủ show The Computer Chrnonicles trên kênh PBS TV. Mặc dù ông dành hơn hai thập kỉ cho sự nghiệp máy tính nhưng ông được chủ yếu được biết đến trong việc cùng với IBM cố gắng đăng ký giấy phép CP/M cho các máy tính IBM vào năm 1980 tuy nhiên đã không thành công.